# Gebedenboek van Stefan Lochner

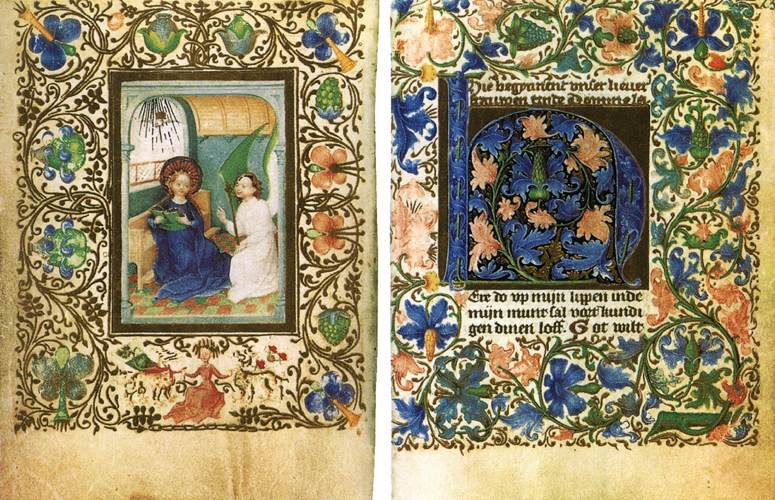
Gebedenboek van Stephan Lochner, Annunciatie en versierde initiaal, ff.22v-23r

Het Gebedenboek van Stefan Lochner is een verlucht gebedenboek, eigenlijk een  getijdenboek voor het gebruik van Keulen. Het boek werd gemaakt in 1451 door Stefan Lochner en zijn atelier. Dit jaartal werd genoteerd als eerste jaar in de berekeningstabel op f17r. Het handschrift wordt nu bewaard in de Universitäts- und Landesbibliothek Darmstadt als Hs. 70. 

## Beschrijving
Het gebedenboek bestaat uit 235 zeer fijne perkamenten folia van 108 x 80 mm. Het tekstblok meet ca. 53,5 x 40 mm.De tekst, in een Rijnlands dialect (Keuls), is geschreven in een littera textualis in één kolom met 17 lijnen per blad. Het boek bevat 1 grote miniatuur en 57 gehistorieerde initialen.

## Herkomst
Het handschrift kwam in het museum in Darmstadt terecht in 1805, met de aankoop van de collectie van baron Hüpsch. Die had het  waarschijnlijk in 1774 als geschenk gekregen van Carl Anton Joseph Thadeus von Weipeler uit Keulen. Van een verdere voorgeschiedenis is niets geweten.
Het werd waarschijnlijk gemaakt in opdracht van een Keulse aristocratische familie, mogelijk een tak van de familie Hardenrath of van de familie Jüdden. Het wapenschild van die families is later in het gebedenboek toegevoegd, het is dus niet zeker dat zij de opdrachtgevers waren.

## Inhoud
Inhoudelijk komt het manuscript overeen met een eenvoudig klassiek getijdenboek. Het bevat evenwel geen getijden van het Heilig Kruis noch getijden van de Heilige Geest.
- ff. 2r-13r: Heiligenkalender
- ff.14v-19v: Berekeningstabellen voor paasdatum etc.
- ff.21v-71v: Mariagetijden
  - ff. 22v-33r: Mariagetijden, metten
  - ff. 33v-43r: Mariagetijden, lauden
  - ff. 44r-48r: Mariagetijden, priem
  - ff. 49r-52r: Mariagetijden, terts
  - ff. 53r-56r: Mariagetijden, sext
  - ff. 57r-60r: Mariagetijden, none
  - ff. 61r-67v: Mariagetijden, vespers
  - ff. 68vr-71v: Mariagetijden, completen
- ff. 72v-86r: Boetepsalmen
- ff. 86v-91v: Litanie van alle heiligen
- ff. 92r-94v: blanco
- ff. 95r-141r: Dodenofficie
- ff. 142r-149v: Gebed tot Maria
- ff. 150r-207r: Suffragia
- ff.  208r-227r: Diverse gebeden
  - ff. 208r-220r: Gebeden voor de communie
  - ff. 220r-220v: Gebed tot de engelen
  - ff. 220v-221v: Gebed tot de patriarchen en profeten
  - ff. 221v-223r: Gebed tot de apostelen
  - ff. 223r-224r: Gebed tot alle martelaren
  - ff. 224r-225r: Gebed tot alle heilige maagden
  - ff. 225v-227v: Gebed tot alle heiligen
- ff. 227r-232r: blanco

## Verluchting
De tekstbladzijden binnen het gebedenboek zijn niet versierd op de initialen van de secties binnen de tekst na. Voor de beginletters van de secties (bv. Psalmen) binnen een onderdeel van de tekst (bv. Een gebedsstonde binnen de Mariagetijden) worden lombarden van vier lijnen hoog gebruikt. Deze initialen worden in het rood geschilderd. De versiering met ranken wordt aangebracht in een lichtere tint op een rode of blauwe achtergrond. De zinnen binnen een onderdeel van de tekst beginnen met een geschilderde lombarde van een lijn hoog, afwisselend in het blauw en het rood. Verder is er geen margeversiering en worden er geen lijnvullers of andere versieringen gebruikt. 
De onderdelen van de getijden en de andere kapittels van het handschrift worden ingeleid met een gehistorieerde initiaal van twaalf lijnen hoog. Op die pagina’s is er een uitgebreide margeversiering voorzien met bloemen- en acanthusranken.
Bij de kleine gehistorieerde initialen in de suffragia zijn marges met bloemenranken langs het tekstblok voorzien in de onder- en boven marge en bezijden de miniatuur. De vierde zijde van het tekstblok heeft geen versierde marge.

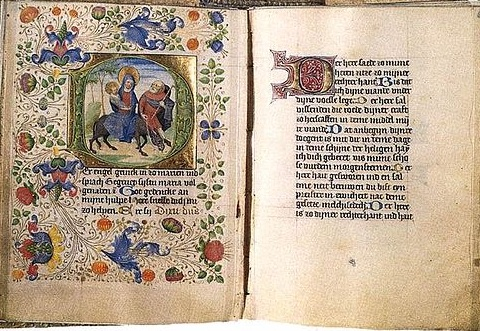
Gebedenboek van Stephan Lochner, De vlucht naar Egypte, ff.60v

### Verluchting getijden
De onderdelen van de Mariagetijden en de andere onderdelen van het handschrift zijn verlucht met grote gehistorieerde initialen van 12 lijnen hoog. De Mariagetijden worden ingeleid met een miniatuur, de enige losstaande miniatuur die in het manuscript voorkomt. De lijst van wat de afbeeldingen voorstellen vindt men hieronder.
- f21v: Grote miniatuur, de annunciatie
- f22r: Versierde initiaal met florale elementen van 12 lijnen hoog acanthusranken en bloemen
- f43v: Versierde initiaal: Maria-Visitatie
- f48v: Versierde initiaal: geboorte van Jezus
- f52v: Versierde initiaal: aanbidding der wijzen
- f56v: Versierde initiaal: opdracht in de tempel
- f60v: Versierde initiaal: vlucht naar Egypte
- f68r: Versierde initiaal: kroning van Maria
- f72r: Versierde initiaal: Koning David in gebed
- f95r: Versierde initiaal: Zielen in het vagevuur

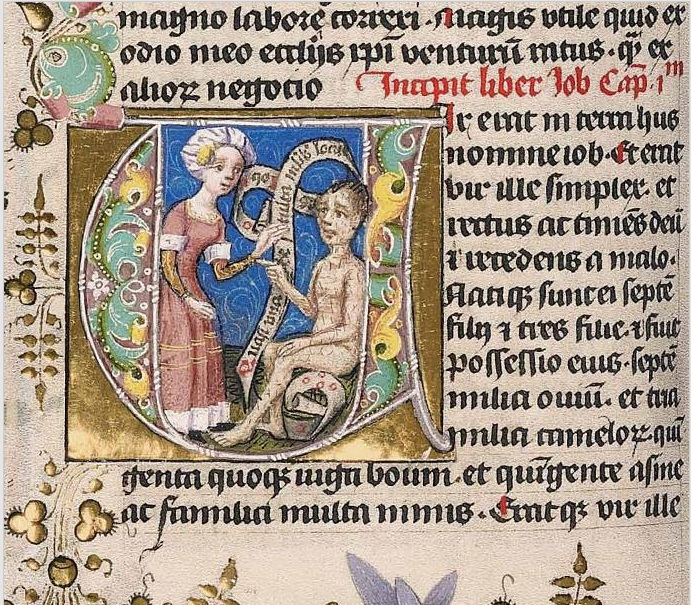
Bijbel, atelier van Stephan Lochner, Job bespot door zijn vrouw, f.174v, Getty Museum Ms. Ludwig I 13;83.MA.62

### Verluchting suffragia
De suffragia zijn verlucht met tientallen kleinere gehistorieerde initialen van 9 lijnen hoog, met een uitzondering op f197r waar we te maken hebben met een initiaal van 12 lijnen hoog. De lijst van de miniaturen, met wat ze voorstellen, vindt men hieronder:
- f150r: De aartsengel Michaël in gevecht met de duivel
- f151r: Petruskruis: de kruisiging van de heilige Petrus
- f152r: Johannes de Doper wordt onthoofd en de beul geeft het hoofd aan Salome
- f153r: De onthoofding van de apostel Paulus
- f155r: De kruisiging van de apostel Andreas op het naar hem genoemde Andreaskruis
- f157r: De marteldood van Jacobus de Meerdere; hij wordt doodgeslagen
- f158r: De marteldood van Jacobus de Mindere die wordt onthoofd
- f157r: De marteling van apostel en evangelist(?) Johannes in de kokende olie. Johannes zou dit overleefd hebben en was de enige apostel die een natuurlijke dood stierf.
- f160r: De onthoofding van de apostel Thomas
- f161r: De kruisiging van de apostel Philippus
- f162r: De marteldood van de apostel Bartholomeüs die levend wordt gevild
- f163v: De marteldood van de apostel Matthias
- f164v: De marteldood van de apostelen Simon en Judas Taddeüs
- f165v: De marteldood van de apostel en evangelist Mattheüs
- f167r: Lucas de evangelist aan zijn lessenaar met zijn symbool het rund
- f168r: Marcus de evangelist schrijvend in een boek op zijn schoot met zijn symbool de leeuw
- f169r: Bewaarengel  (sijne eygen engel)
- f171r: Sint-Sebastiaan wordt met pijlen doorboord
- f172r: Sint-Antonius van Egypte
- f173r: Sint-Christoffel met het Kind op zijn schouder in de rivier
- f174r: De heilige Kiliaan afgebeeld als bisschop met naast hem twee van zijn begeleiders Kolonat en Totnan
- f175r: De heilige Maternus van Keulen afgebeeld als bisschop
- f175r: De heilige Leonardus afgebeeld als kloosterling met zijn attributen: een paar boeien
- f177r: De heilige Erasmus afgebeeld als bisschop
- f179r: De heilige Thomas Becket afgebeeld als bisschop met het zwaard waarmee hij vermoord werd in zijn hand
- f180r: De heilige Sylvester afgebeeld als Paus, lezend in een gebdenboek op zijn schoot
- f181r: De heilige Joost (Joist in het handschrift), wandelend in een landschap met enkele bomen, met een gebedssnoer
- f182r: Romeinse soldaten worden naakt in de doornstruiken geworpen (het verhaal van Achatius en de tienduizend martelaren)
- f183r: De heilige Oswald afgebeeld als koning met scepter en wereldbol
- f184r: De heiligen Felix en Audartus, afgebeeld als priesters met de palmtak van de martelaren
- f185r: De heilige Nicolaas afgebeeld als bisschop
- f186r: De heilige Stephanus met de stenen van zijn marteldood in de hand
- f187r: Versierde initiaal. Gebed van Allerzielen
- f188r: De heilige Catharina met keizer Maxentius en de foltertuigen
- f189v. De heilige Barbara voor het kasteel en de toren waarin ze werd opgesloten
- f191r: De heilige Maria Magdalena gezeten in een tuin met een balsemkruik in de handen
- f193r: De heilige Kunigunde lezend in een gebedenboek
- f194r: De heilige Dorothea met een mandje in haar hand
- f195r: De heilige Appolonia met een tand en een werktuig in haar handen
- f196r: De heilige Agnes in de achtergrond zien we het vuur, waarin men haar wou verbranden, terugwijken
- f197r: De heilige Ursula van Keulen met haar verloofde en de elfduizend maagden
- f198r: De heilige Elisabeth kleedt een arme
- f199r: De heilige Margaretha met de draak
- f201r: De heilige Gregorius afgebeeld als Paus met een gebedenboek op zijn schoot
- f202r: De heilige Ambrosius afgebeeld als bisschop lezend in een gebedenboek
- f203r: De heilige Augustinus  als bisschop met een vlammend hart in zijn hand
- f204r: De heilige Hiëronymus getooid met de traditionele kardinaalshoed, zittend voor zijn lessenaar met naast hem de leeuw waarbij hij een doorn uit zijn poot getrokken had en die sindsdien bij hem gebleven was
- f205r: De heilige Quirinus afgebeeld in wapenrusting met schild (met negen ronde kogels als wapen) en speer
- f206r: De heiligen Cornelius en Cyprianus afgebeeld als paus met een hoorn in zijn hand en als bisschop met een zwaard
- f207r: De heilige Hubertus als bisschop met een boek en een (mini) hert met een kruis in het gewei.

## Gelijkaardige werken
Lochner produceerde met zijn atelier drie van deze kleine getijdenboeken. De andere twee zijn respectievelijk 93 x 70 mm en 90 x 80 mm groot. Ze zijn in het Latijn geschreven, maar verder zijn ze zeer gelijkaardig in lay-out en versiering. In alle drie werd zeer veel gebruik gemaakt van goud en blauw. De werken werden toegeschreven aan Lochner en zijn atelier gebaseerd op stijlkenmerken zoals de vrome intimiteit en de zachte en elegante figuren. De thema’s van de miniaturen zijn vrij gelijkaardig met de aan Lochner toegeschreven schilderwerken. Het tweede gebedenboek (93x70) bevindt zich in het Kupferstichkabinett van de  Staatlichen Museen zu Berlin - Preußischer Kulturbesitz als Ident.Nr. 78 b 1a,het derde werd bewaard in Anholt als 43.1.78 in de Fürstlich Salm-Salm’schen Bibliothek auf Wasserburg Anholt. Dit werk is na een tentoonstelling in 1936 verloren gegaan.

## Stijlkenmerken
Lochner is een late vertegenwoordiger van de internationale gotiek (of weke stijl) die hij wel vermengde met het nieuwe naturalisme uit de Zuidelijke Nederlanden. Hij schilderde elegante figuren met lieflijke gezichten gekleed in wijde gewaden met vele gebroken vouwen. Hij gebruikte daarbij een kleurrijk levendig palet en schilderde dikwijls op een gouden achtergrond. Met zijn gevoelige, zachte devote werken waar nooit geweld of wreedheid aan te pas kwam en die een synthese waren tussen de plaatselijke stijl en smaak en de Vlaamse vernieuwingen kwam hij perfect tegemoet aan de vraag van de gegoede klasse in Keulen.